# Flåmsbana
La Flåmsbana (in italiano ferrovia di Flåm) è una ferrovia a scartamento normale della Norvegia che collega la linea principale Oslo-Bergen, nella stazione di Myrdal, con la cittadina di Flåm sull'insenatura di Aurland del Sognefjord.

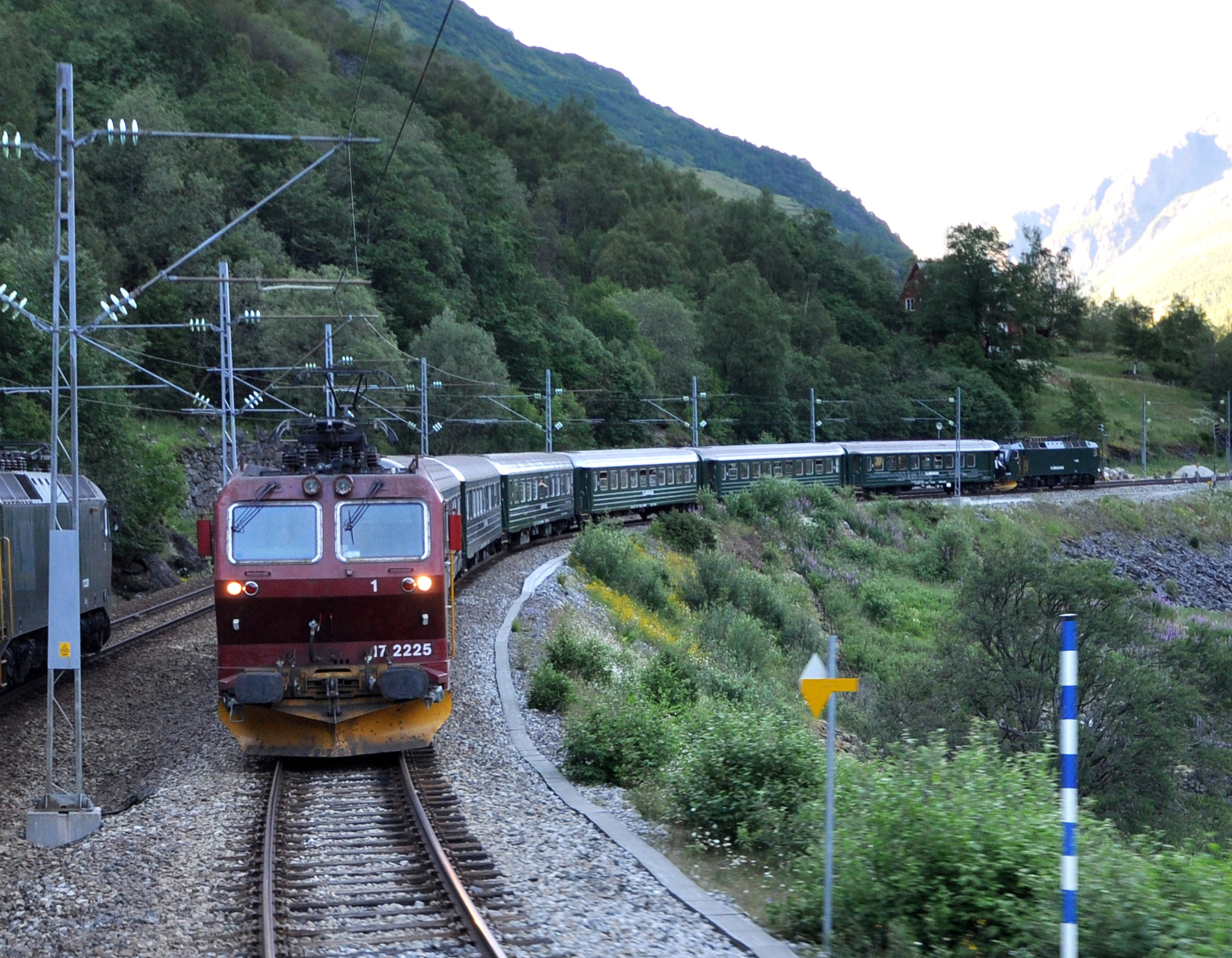
Incrocio fra treni sulla ferrovia di Flam nel luglio del 2010

## Storia
Sin dal primo decennio del XX secolo si ipotizzò la necessità di un collegamento della linea di Bergen con il mare attraverso la stretta e ripida valle di Flåm. Il tracciato venne progettato, tra Myrdal sulla linea principale Oslo- Bergen e Flåm, a scartamento di 1435 mm e senza l'uso della cremagliera nonostante la pendenza raggiungesse in molti punti il 55 per mille. I lavori comunque non iniziarono prima del 1923 e stante le difficoltà orografiche e meteorologiche si protrassero per quasi un ventennio. Le maggiori difficoltà riguardarono lo scavo dei numerosi tunnel dei quali solo i maggiori vennero scavati con mezzi meccanici. La prima apertura avvenne il 1º agosto del 1940, con carri merci e trazione a vapore. In seguito, dal 10 febbraio 1941 venne attivata una coppia di treni viaggiatori giornalieri in coincidenza con i treni della linea principale. La linea venne presto elettrificata e nel 1944 fu una delle prime ad esserlo in Norvegia.
Dal gennaio 1998 la proprietà della linea è stata trasferita agli enti locali, comuni e provincia, ma l'operatore responsabile per il traffico passeggeri è NSB. Il traffico è essenzialmente turistico ed estivo; la ferrovia attraversa lo scenario panoramico della costa ovest e diverse cascate, tra cui la spettacolare Kjosfossen.
Ancor oggi (2011) la linea costituisce una delle attrazioni turistiche della Norvegia.

## Caratteristiche

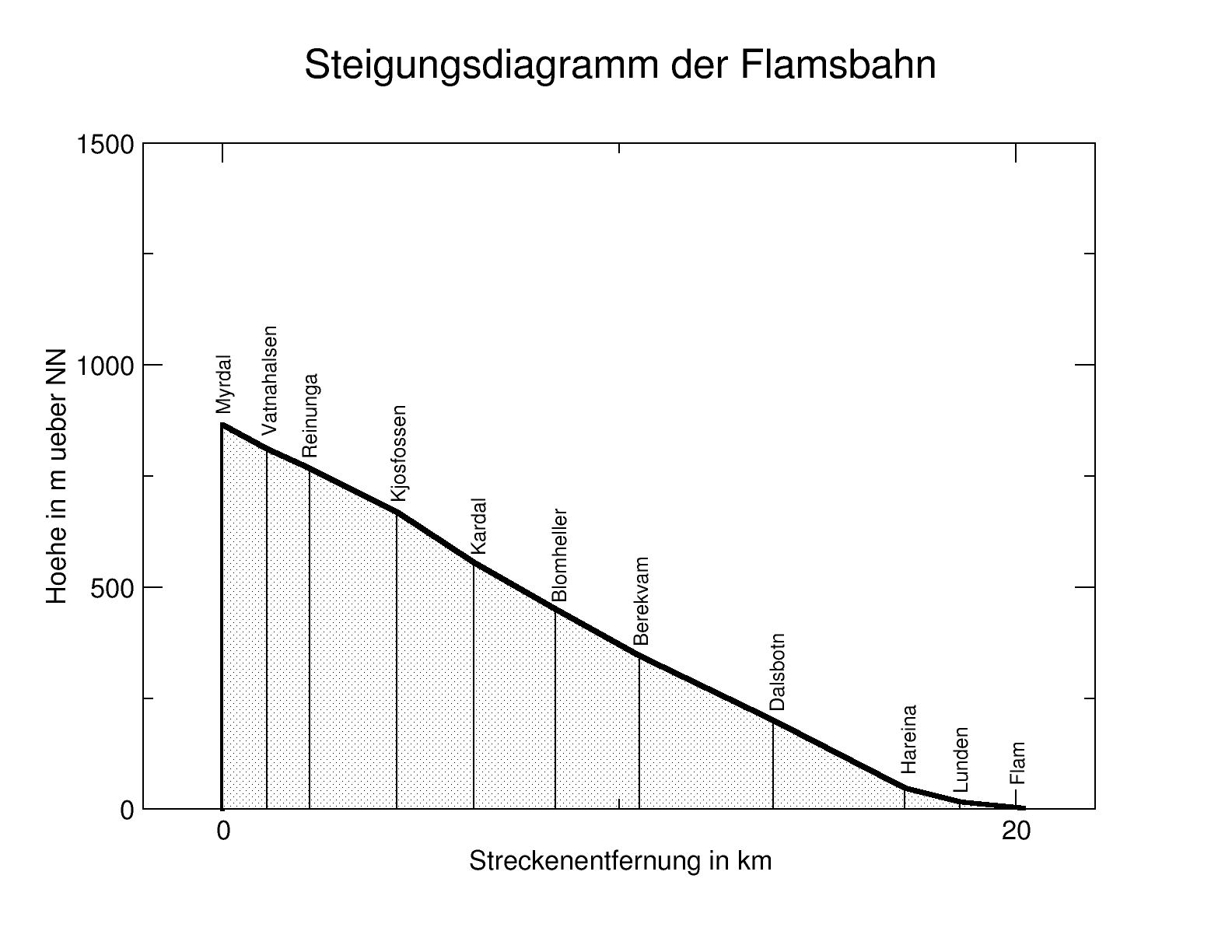
Grafico della pendenza della linea

Il percorso della ferrovia, che si svolge lungo la stretta valle di Flåm, è in ascesa costante dai 2 m s.l.m. della cittadina omonima fino agli 865,5 m di Myrdal, una stazione della ferrovia di Bergen.
La pendenza varia dal 28 per mille fino al 55 per mille, senza uso di cremagliera per tutto il percorso di 20,2 km. Per garantire la sicurezza del trasporto i treni sono provvisti di 5 tipi di freno.
A causa delle caratteristiche orografiche dell'area attraversata il raggio di curvatura della linea scende fino a 130 m e pertanto la velocità massima della linea è limitata a 40 km/h.
La trazione è elettrica dal 1944, a corrente alternata monofase a 15000 V CA 16,7 Hz.

### Percorso

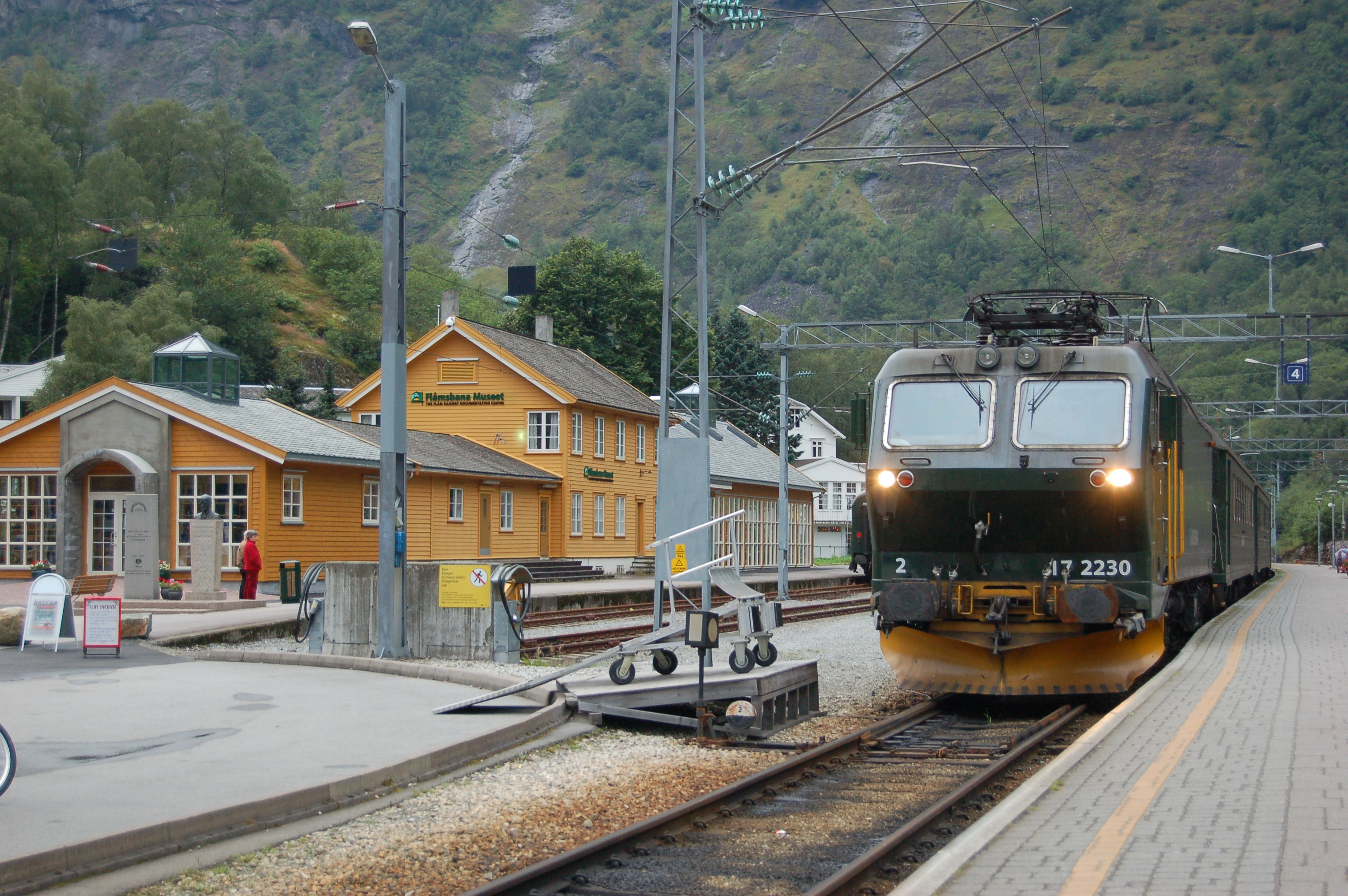
Stazione di Flåm e treno in partenza

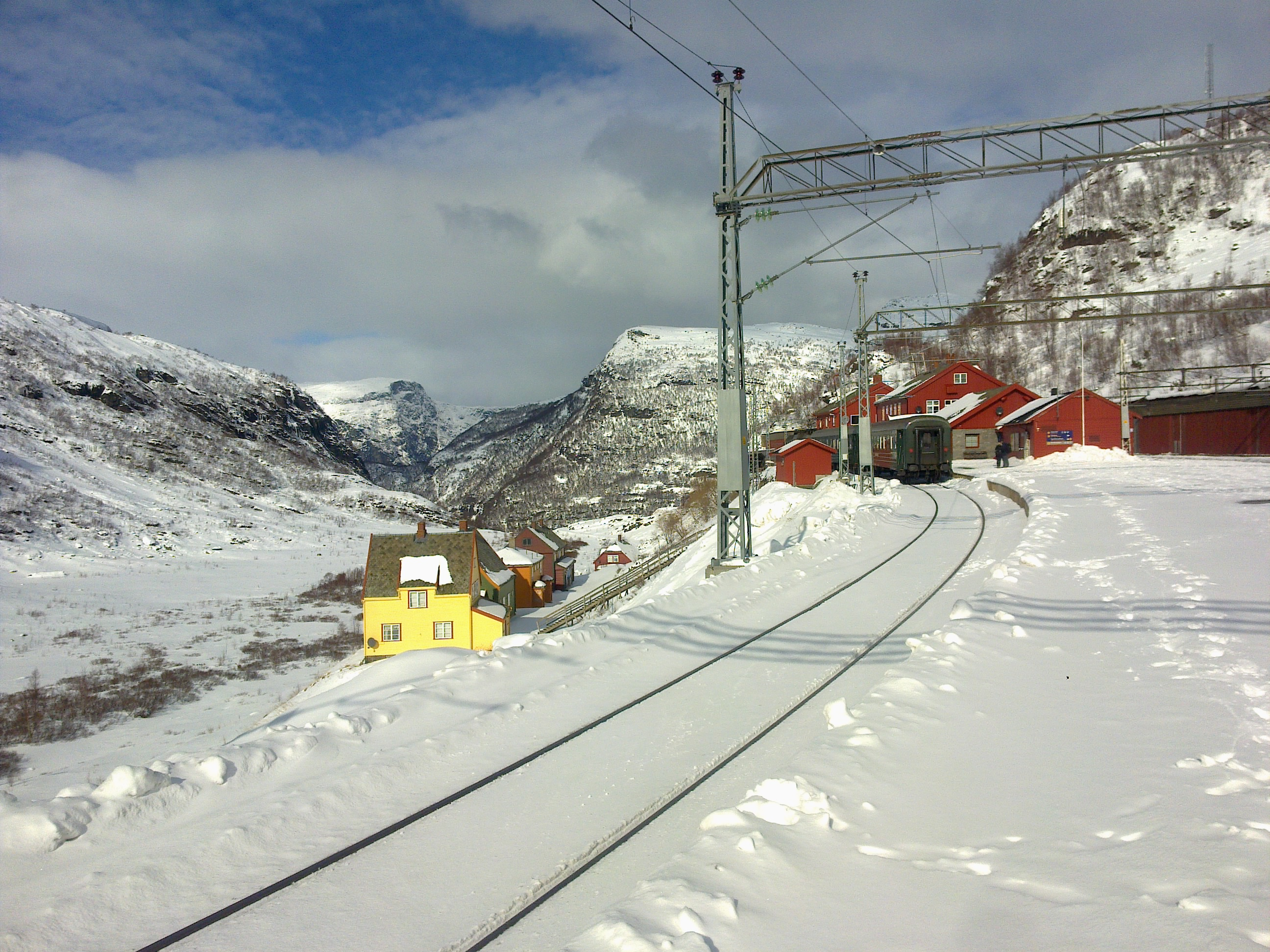
Stazione terminale di Myrdal

| Head station |

| Unknown route-map component "SKRZ-Yu" |

| Stop on track |

| Stop on track |

| Stop on track |

| Unknown route-map component "STRo" |

| Station on track |

| Stop on track |

| Enter and exit tunnel |

| Unknown route-map component "eHST" |

| Enter and exit tunnel |

| Stop on track |

| Enter and exit tunnel |

| Stop on track |

| Stop on track |

| Unknown route-map component "ABZg+l" |

| Station on track |

| Straight track |